# سواراس
سواراس (ارمنی: Սուարաս؛ ترکی آذربایجانی: Suarası) یک منطقهٔ مسکونی در جمهوری آرتساخ است که در استان کاشاتاق واقع شده‌است.